# Championnat de France FFSA GT
Le Championnat de France FFSA GT, est un championnat de compétition automobile français. Il est le principal championnat de courses de voitures de la catégorie Grand tourisme en France.
Sanctionné par la Fédération française du sport automobile et organisé par l'entreprise SRO, le championnat FFSA GT a connu des fortunes diverses depuis sa création en 1997. Initialement apparu en tant que déclinaison nationale du championnat FIA GT, il s'est ensuite imposé comme l'événement-phare des weekends du Championnat de France des Circuits. De 2011 à 2016, le groupe Oreca prend le relais de l'organisation, mais à la suite de déboires organisationnels, le championnat est de nouveau organisé par SRO à partir de 2017.
Initialement organisé avec plusieurs catégories telles que le GT1 ou GT2, le championnat doit faire face à l'augmentation des coûts et se résout à accueillir des catégories moins exigeantes. De 2010 à 2016, le championnat est ainsi disputé avec des voitures de la catégorie GT3 (avec notamment une cohabitation avec des prototypes LMP3 en 2016) avant le passage au GT4 à partir de 2017.

## Histoire
1995-1996Origines du championnat
Cette section ne s'appuie pas, ou pas assez, sur des sources secondaires ou tertiaires indépendantes du sujet. Le texte peut contenir des analyses inexactes ou inédites de sources primaires.
Pour l'améliorer, ajoutez-en, ou placez des modèles {{Source secondaire souhaitée}} ou {{Source secondaire nécessaire}} sur les passages mal sourcés. (septembre 2022)
En 1995 est créé le BPR Global GT Series, un championnat entièrement consacré aux courses de voitures de Grand tourisme et permettant aux pilotes amateurs de s'exprimer sur les circuits. Victime de son succès, le championnat BPR, qui porte les initiales de ses fondateurs Jürgen Barth, Patrick Peter et Stéphane Ratel, se professionnalise, passe sous le giron de la Fédération internationale et se transforme en Championnat FIA GT en 1997. La FIA choisit SRO, la société créée par Stéphane Ratel deux ans plus tôt, pour assurer l'organisation du championnat.
1997Première saison, domination de Larbre Compétition
La même année, la déclinaison française du Championnat BPR est organisée pour la première fois, sous l'impulsion de Patrick Peter. La Fédération Française souhaite alors relancer les compétitions de GT dans l'hexagone et constitue un plateau d'une vingtaine de voitures réparties dans quatre catégories. Le classement GT1 concerne les voitures du règlement FIA-GT1 construites avant 1996, la catégorie GT2 regroupe des voitures du règlement FIA-GT2, le classement GT3 regroupe des voitures du règlement FIA-GT2 de moins de 2 000 cm3 et le classement GT4 s'adresse aux voitures issues des coupes monomarques (Ferrari Challenge, Porsche Carrera Cup…). La toute première manche de la Série BPR FFSA GT a lieu à Nogaro dans le cadre des Coupes de Pâques, le même weekend que les courses de Formule 3 et de Supertourisme. Les deux courses de 45 minutes sont remportées par l'ancien pilote de Formule 1 Jean-Pierre Jarier. Les premières voitures de la catégorie GT1 apparaissent lors de la seconde manche, sur le circuit de Dijon. L'équipage Christophe Bouchut/Patrice Goueslard domine le weekend sur la Porsche 911 GT2 de l'écurie Larbre. Après le Grand Prix de Dijon-Bourgogne, le plateau du GT FFSA se rend sur le circuit du Val de Vienne et la domination de l'écurie Larbre se poursuit, cette fois sur ses propres terres. Bouchut est remplacé par l'Allemand André Ahrle à partir de la manche suivante, disputée sur le circuit Paul Ricard. Christophe Bouchut revient au Grand Prix d'Albi et lors de l'ultime manche de Magny-Cours et permet à son écurie de survoler le classement général et la catégorie GT2. Le premier plateau du GT FFSA n'est pas très diversifié comme en témoigne l'omniprésence des Porsche dans toutes les catégories. En fin de saison, Patrick Peter quitte l'organisation pour créer un autre championnat : les GTR Euroseries.
1998Changement de promoteur
L'année suivante, Stéphane Ratel, via l'entreprise SV Organisation (future filiale parisienne de SRO), reprend les commandes du championnat. Ce dernier est alors officiellement reconnu par la FFSA comme le championnat national de Grand tourisme et prend le nom de Championnat FFSA GT. Le nouvel organisateur supprime la catégorie GT1 et les voitures du règlement FIA-GT1 sont modifiées et intégrées au classement GT2 aux côtés des voitures de FIA-GT2. Les catégories GT3 et GT4 sont consacrées aux voitures issues de championnats monotypes. Les GT3 regroupent désormais des voitures avec un rapport poids/puissance de 1100 kg pour 300 ch, toutes les voitures avec un rapport moins important sont classées en catégorie GT4. Le calendrier évolue et seules les manches de Nogaro, Magny-Cours et Dijon sont conservées. Pour la première fois de son histoire, le championnat se rend sur le sol étranger avec une seconde manche disputée sur le Circuit de Spa-Francorchamps en Belgique. Les courses, toujours aux nombres de deux par weekend, durent désormais 50 minutes. La toute première course de la saison 1998, également disputée lors des Coupes de Pâques de Nogaro, voit la victoire du champion sortant Patrice Goueslard, aux côtés de son nouvel équipier Marc Sourd, la seconde manche est remportée par le duo Jarier/Lafon sur une Porsche de l'équipe Sonauto. À noter l'arrivée d'une Lamborghini Diablo GT2 engagée par l'équipe DAMS parmi les 25 voitures du plateau. Après les manches de Spa et de Charade, la saison tourne rapidement au duel entre les équipages Goueslard/Sourd (Larbre) et Jarier/Lafon (Sonauto). Ces derniers finissent par remporter le championnat 1998.
1999Hausse du nombre d'engagés
En 1999, la formule initiée par Stéphane Ratel porte ses fruits et le nombre d'engagés augmente sensiblement avec plus de 40 voitures par manche. Cette troisième saison voit notamment l'arrivée de la Chrysler Viper GTS-R, emmenée par l'équipe de Paul Belmondo. Le succès que rencontre le championnat et ses trois catégories permet aux organisateurs d'expérimenter de nouveaux formats d'épreuves. La manche d'ouverture du Grand Prix de Pau de Formule 3, première épreuve de l'histoire du championnat à se tenir sur un circuit urbain, ne comporte qu'une course pour chaque équipage, mais est divisée en deux manches. La première manche est réservée aux catégories GT4 et GT3, la seconde est disputée avec les GT2 et les 8 premières GT3 du classement des qualifications, cette mesure permet alors d'organiser les différents événements sur un circuit possédant une capacité d'accueil limitée. Une course unique est disputée en fin de saison sur le Circuit Ricardo Tormo de Valencia, en Espagne. Les 500 kilomètres de Valencia, première épreuve du championnat disputée en Espagne, est remportée par les tenants du titre Jean-Pierre Jarier et François Lafon. Finalement, Jean-Pierre Jarier s'assure de remporter une nouvelle fois la couronne tricolore après une saison plus serrée qu'en 1998.
2006
Lors de la première manche qui a lieu à Nogaro, quarante-quatre concurrents sont présents, dont vingt-et-une voitures engagées dans la catégorie GT1.
2007Domination d'Oreca

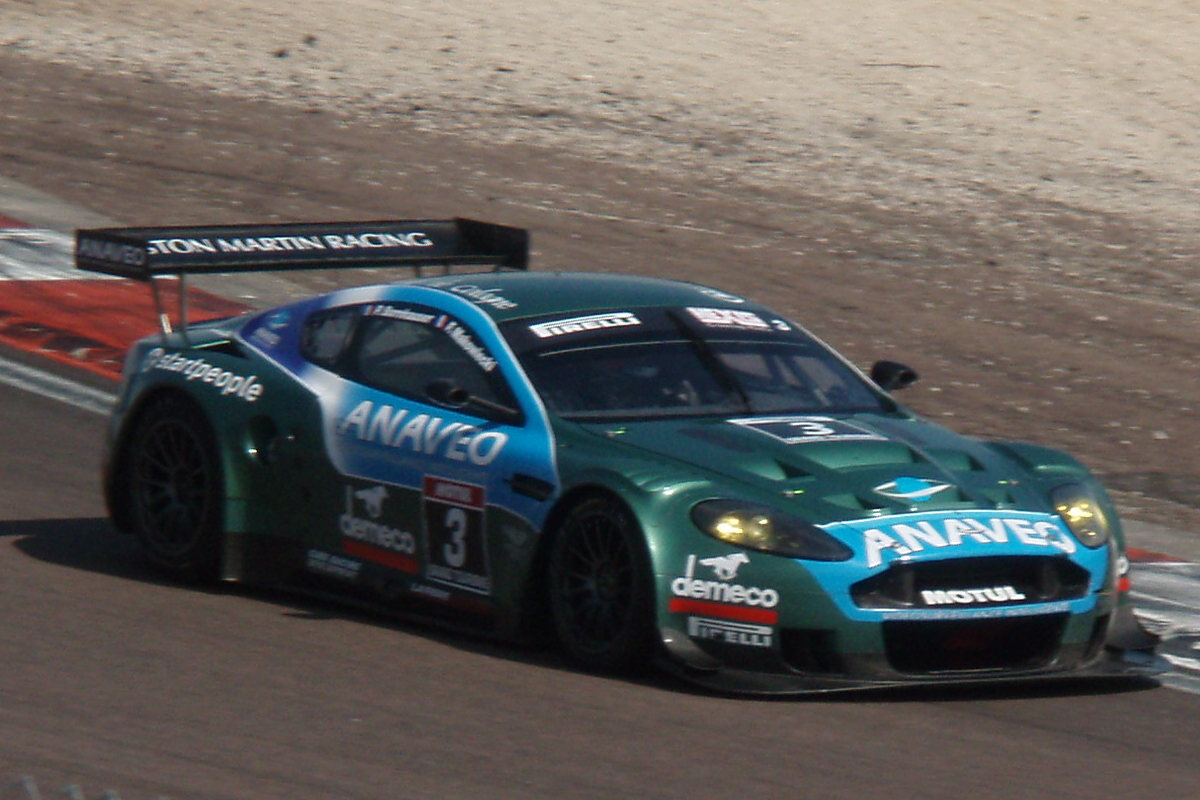
L'Aston Martin DBR9 de Larbre Compétition sur le circuit de Dijon-Prenois.

En 2007, la Saleen S7-R de l'écurie Oreca remporte le championnat avec Soheil Ayari et Raymond Narac. Ils devancent Laurent Groppi et Bruno Hernandez, qui terminent vice-champion sur la deuxième Saleen, engagée par l'écurie. La troisième place revient à Yvan Lebon sur la Chevrolet Corvette C6.R de PSI Experience. Dans la catégorie GT2, Michel Lecourt et Richard Balandras l'emporte à bord de la Porsche 911 GT3 RSR (997) de l'écurie rouennaise IMSA Performance. En GT3, Christopher Campbell est titré à bord de la Ferrari 360 Modena GT de Sport Garage.
2016Nombre d'engagés trop faible et interruption du championnat
La saison débute fin mars sur le Circuit Paul Armagnac à Nogaro avec seulement neuf engagés.
À la suite de cette manche, Oreca, le promoteur du championnat, annonce l'annulation des Championnats de France FFSA GT et Prototypes, qui n'aura vu qu'une seule manche en 2016.
2017 à maintenant
À la suite de l'annulation du championnat 2016, Stéphane Ratel et SRO reprennent en charge le championnat à partir de 2017. Un nouveau format est développé par SRO avec le remplacement des catégories GT3 et LMP3 par la récente catégorie GT4.
Depuis 2017, SRO Motorsports Group met à profit son expertise et son expérience dans le Grand Tourisme pour redonner au Championnat de France FFSA GT toutes ses lettres de noblesse.
Dès son retour aux manettes de la discipline phare de l’Hexagone, SRO Motorsports Group s’est attaché à appliquer les mêmes recettes ayant fait le succès de compétitions comme le GT World Challenge Powered by AWS, les Total 24 Hours of Spa,  le British GT Championship ou les GT4 European Series : coûts réduits, équité pour tous, courses dynamiques, convivialité dans le paddock, proximité et retombées médiatiques.
C’est dans ce cadre que le Championnat de France FFSA GT a adopté la réglementation GT4. Créée en 2006 et propriété du SRO Motorsports Group, celle-ci a connu un développement exponentiel sous l’impulsion d’une douzaine de constructeurs d’exception développant et homologuant des voitures spectaculaires et accessibles destinées aux nombreux championnats ayant embrassé le concept.
Série placée sous l’égide de la Fédération Française du Sport Automobile, le Championnat de France FFSA GT jouit d’un calendrier prestigieux visitant cinq des plus beaux tracés français dans le cadre du Championnat de France des Circuits.

## Format
SRO Motorsports Group propose un format adapté au Championnat de France FFSA GT avec des épreuves extrêmement dynamiques.
Chaque week-end comprend près de cinq heures de temps de piste. Deux séances d’essais libres d’une heure précèdent deux qualifications de vingt minutes. Obligatoirement composés d’un binôme, les équipages Pro-Am, Silver et Am du Championnat de France FFSA GT s’affrontent ensuite lors de deux courses spectaculaires. D’une durée d’une heure, celles-ci laissent une grande part à la stratégie grâce à une fenêtre de changement de pilote de dix minutes.
Les points attribués dans chaque catégorie à l’arrivée répondent au barème standard de la FIA : 25-18-15-12-10-8-6-4-2-1.  

## Voitures éligibles
• Alpine A110 GT4
• Aston Martin Vantage AMR GT4 
• Audi R8 LMS GT4 
• BMW M4 GT4 
• Chevrolet Camaro GT4 R 
• Ford Mustang GT4 
• KTM X-BOW GT4 Evo 
• Mclaren 570s GT4 
• Mercedes-AMG GT4
• Porsche Cayman 718 GT4 CS MR 
• Porsche Cayman GT4 CS MR 
• Toyota GR Supra GT4 

## Circuits
| Année | Circuits en France | Circuits en France | Circuits en France | Circuits en France | Circuits en France | Circuits en France | Circuits en France | Circuits en France | Circuits en France | Circuits en France |     | Circuits à l'étranger | Circuits à l'étranger | Circuits à l'étranger | Circuits à l'étranger | Circuits à l'étranger | Circuits à l'étranger | Circuits à l'étranger |
| Année | NOG                | PRE                | LEV                | LEC                | ALB                | MAG                | CHA                | LEM                | LED                | PAU                | SPA | VAL                   | NAV                   | BAR                   | MON                   | IMO                   | HUN                   |                       |
| ----- | ------------------ | ------------------ | ------------------ | ------------------ | ------------------ | ------------------ | ------------------ | ------------------ | ------------------ | ------------------ | --- | --------------------- | --------------------- | --------------------- | --------------------- | --------------------- | --------------------- | --------------------- |
| 1997  | •                  | •                  | •                  | •                  | •                  | •                  |                    |                    |                    |                    |     |                       |                       |                       |                       |                       |                       |                       |
| 1998  | •                  | •                  |                    |                    |                    | •                  | •                  | •                  |                    |                    | •   |                       |                       |                       |                       |                       |                       |                       |
| 1999  | •                  |                    |                    |                    |                    | •                  |                    | •                  | •                  | •                  |     | •                     |                       |                       |                       |                       |                       |                       |
| 2000  | •                  | •                  | •                  |                    |                    | •                  |                    |                    | •                  |                    |     |                       |                       |                       |                       |                       | •                     |                       |
| 2001  | •                  |                    | •                  |                    |                    | •                  |                    | •                  | •                  | •                  |     |                       |                       |                       | •                     |                       |                       |                       |
| 2002  | •                  | •                  |                    |                    | •                  | •                  |                    | •                  | •                  | •                  |     |                       |                       |                       |                       |                       |                       |                       |
| 2003  | •                  | •                  | •                  |                    | •                  | •                  |                    | •                  | •                  | •                  |     |                       |                       |                       |                       |                       |                       |                       |
| 2004  | •                  | •                  | •                  |                    | •                  | •                  |                    | •                  | •                  |                    |     |                       |                       |                       |                       |                       |                       |                       |
| 2005  | •                  | •                  | •                  |                    | •                  | •                  |                    | •                  | •                  | •                  |     |                       |                       |                       |                       |                       |                       |                       |
| 2006  | •                  | •                  | •                  |                    | •                  | •                  |                    | •                  | •                  | •                  |     |                       |                       |                       |                       |                       |                       |                       |
| 2007  | •                  | •                  | •                  |                    | •                  | •                  |                    |                    | •                  |                    |     |                       |                       |                       |                       |                       |                       |                       |
| 2008  | •                  | •                  | •                  |                    | •                  | •                  |                    |                    | •                  |                    | •   |                       |                       |                       |                       |                       |                       |                       |
| 2009  | •                  | •                  | •                  | •                  | •                  | •                  |                    |                    | •                  |                    |     |                       |                       |                       |                       |                       |                       |                       |
| 2010  | •                  | •                  | •                  |                    | •                  | •                  |                    |                    | •                  |                    |     |                       |                       |                       |                       |                       |                       |                       |
| 2011  | •                  | •                  | •                  | •                  | •                  | •                  |                    |                    | •                  |                    |     |                       |                       |                       |                       |                       |                       |                       |
| 2012  |                    | •                  | •                  | •                  |                    | •                  |                    | •                  | •                  |                    |     |                       | •                     |                       |                       |                       |                       |                       |
| 2013  |                    |                    | •                  | •                  |                    | •                  |                    | •                  | •                  |                    | •   |                       |                       |                       |                       | •                     |                       |                       |
| 2014  | •                  |                    | •                  | •                  |                    | •                  |                    | •                  | •                  |                    | •   |                       |                       |                       |                       |                       |                       |                       |
| 2015  |                    |                    | •                  | •                  |                    | •                  |                    | •                  | •                  |                    | •   |                       | •                     |                       |                       |                       |                       |                       |
| 2016  | •                  |                    |                    |                    |                    |                    |                    |                    |                    |                    |     |                       |                       |                       |                       |                       |                       |                       |
| 2017  | •                  | •                  |                    | •                  |                    | •                  |                    |                    |                    | •                  |     |                       |                       | •                     |                       |                       |                       |                       |
| 2018  | •                  | •                  |                    | •                  |                    | •                  |                    |                    |                    | •                  |     |                       |                       | •                     |                       |                       |                       |                       |
| 2019  | •                  |                    |                    | •                  |                    | •                  |                    |                    | •                  | •                  | •   |                       |                       |                       |                       |                       |                       |                       |
| 2020  | •                  |                    |                    | •                  | •                  | •                  |                    |                    |                    |                    |     |                       |                       |                       |                       |                       |                       |                       |
| 2021  | •                  |                    |                    | •                  | •                  | •                  |                    |                    | •                  |                    |     | •                     |                       |                       |                       |                       |                       |                       |
| 2022  | •                  |                    |                    | •                  | •                  | •                  |                    |                    | •                  |                    |     | •                     |                       |                       |                       |                       |                       |                       |
| 2023  |                    |                    |                    |                    |                    |                    |                    |                    |                    |                    |     |                       |                       |                       |                       |                       |                       |                       |
| 2024  | •                  | •                  |                    | •                  |                    | •                  |                    |                    | •                  |                    |     | •                     |                       |                       |                       |                       |                       |                       |

## Palmarès
| Saison | Pilote(s) vainqueur(s)                        | Voiture                         | Équipe                        |
| ------ | --------------------------------------------- | ------------------------------- | ----------------------------- |
| 1997   | Patrice Goueslard                             | Porsche 911 GT2                 | Larbre Compétition            |
| 1998   | Jean-Pierre Jarier François Lafon             | Porsche 911 GT2                 | Larbre Compétition            |
| 1999   | Jean-Pierre Jarier                            | Porsche 911 GT2                 | Larbre Compétition            |
| 2000   | Dominique Dupuy François Fiat                 | Chrysler Viper GTS-R            | Dominique Dupuy Organisations |
| 2001   | Hervé Clément Sébastien Dumez                 | Porsche 996 GT3 Cup             | Larbre Compétition            |
| 2002   | Patrice Goueslard Philippe Soulan             | Porsche 911 GT2                 | Nourry Compétition            |
| 2003   | Patrice Goueslard Didier Defourny             | Chrysler Viper GTS-R            | Larbre Compétition            |
| 2004   | Patrick Bornhauser                            | Chrysler Viper GTS-R            | VBM Motorsport                |
| 2005   | Patrick Bornhauser Olivier Thévenin           | Chrysler Viper GTS-R            | VBM Motorsport                |
| 2006   | Soheil Ayari Bruno Hernandez                  | Saleen S7-R                     | Oreca                         |
| 2007   | Raymond Narac Soheil Ayari                    | Saleen S7-R                     | Oreca                         |
| 2008   | Patrick Bornhauser Christophe Bouchut         | Saleen S7-R                     | Larbre Compétition            |
| 2009   | Éric Debard                                   | Chevrolet Corvette C6.R         | DKR Engineering               |
| 2010   | Patrick Bornhauser Laurent Groppi             | Porsche 911 GT3 R (997)         | Larbre Compétition (6)        |
| 2011   | Anthony Beltoise Laurent Pasquali             | Porsche 911 GT3 R (997)         | Pro GT by Alméras             |
| 2012   | Anthony Beltoise Henry Hassid                 | Porsche 911 GT3 R (997)         | Pro GT by Alméras             |
| 2013   | Fabien Barthez Morgan Moullin-Traffort        | Ferrari 458 Italia GT3          | Team Sofrev ASP               |
| 2014   | Raymond Narac Nicolas Armindo                 | Porsche 911 GT3 R (997)         | IMSA Performance              |
| 2015   | Raymond Narac Olivier Pernaut Sébastien Dumez | Porsche 911 GT3 R (997) (5)     | IMSA Performance              |
| 2016   | Soheil Ayari Laurent Pasquali Nicolas Tardif  | Ferrari 458 Italia GT3 (2)      | Sport Garage                  |
| 2017   | Mike Parisy Gilles Vannelet                   | Porsche Cayman Clubsport MR GT4 | CD Sport                      |
| 2018   | Grégory Guilvert Fabien Michal                | Audi R8 LMS GT4                 | Saintéloc Racing              |
| 2019   | Grégory Guilvert Fabien Michal                | Audi R8 LMS GT4                 | Saintéloc Racing              |
| 2020   | Ricardo van der Ende Benjamin Lessennes       | BMW M4 GT4                      | L'Espace Bienvenue            |
| 2021   | Valentin Hasse-Clot Romain Leroux             | Aston Martin Vantage AMR GT4    | AGS Events                    |
| 2022   | Erwan Bastard Roee Meyuhas                    | Audi R8 LMS GT4                 | Saintéloc Racing              |

## Records
| Rang | Pilotes                        | Victoires | Années                 |
| ---- | ------------------------------ | --------- | ---------------------- |
| 1    | Patrick Bornhauser             | 4         | 2004, 2005, 2008, 2010 |
| 2    | Patrice Goueslard              | 3         | 1997, 2002, 2003       |
| 2    | Soheil Ayari                   | 3         | 2006, 2007, 2016       |
| 2    | Raymond Narac                  | 3         | 2007, 2014, 2015       |
| 5    | Grégory Guilvert Fabien Michal | 3         | 2018, 2019, 2020       |
| 6    | Jean-Pierre Jarier             | 2         | 1998, 1999             |
| 6    | Dominique Dupuy François Fiat  | 2         | 2000, 2001             |
| 6    | Anthony Beltoise               | 2         | 2011, 2012             |
| 6    | Laurent Pasquali               | 2         | 2011, 2016             |

## Identité visuelle

Logos du Championnat de France FFSA GT
Logo du championnat utilisé jusqu'en 2016.
Logo du championnat utilisé en 2017.
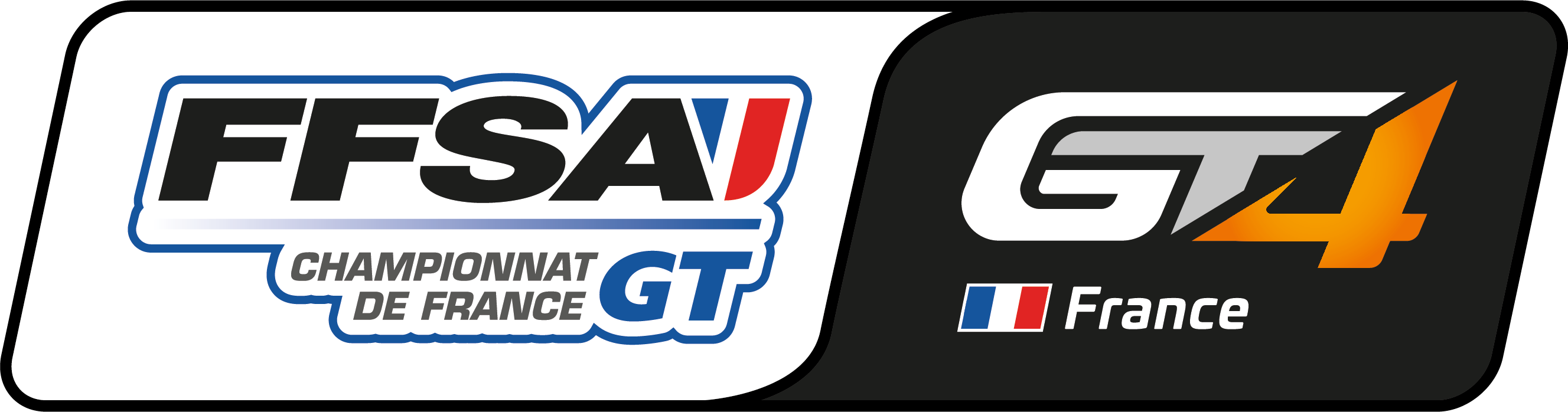
Logo du championnat utilisé de 2018 à 2022.
Logo du championnat utilisé depuis 2023.